# Mase
Pour le rappeur américain, voir Ma$e.
Mase est une localité et une ancienne commune suisse du canton du Valais, située dans la commune de Mont-Noble.

## Fusion
Le 7 septembre 2008, les citoyens de la commune acceptent le projet de fusion avec les communes de Nax et Vernamiège. Après acceptation par le Grand Conseil valaisan, la nouvelle commune nommée Mont-Noble voit le jour le 1er janvier 2011. Son numéro OFS était le 6085.

## Population et société

### Gentilé et surnoms
Les habitants de la localité se nomment les Masards ou les Masates.
Ils sont surnommés les Pecà-Tsàs, soit ceux qui mangent les chats en patois valaisan, et les Cousins.

### Démographie
Mase compte 235 habitants au 31 décembre 2009, avant sa fusion en 2011.
Évolution de la population de Mase entre 1850 et 2022,
Pour des raisons techniques, il est temporairement impossible d'afficher le graphique qui aurait dû être présenté ici.

## Tourisme
Mase fait partie de la région du Mont Noble, qui comprend un domaine skiable composé de 35 kilomètres de pistes.

Photo aérienne prise en 1955.

Photo aérienne prise en 1955.

## Manifestations
- Festival de la correspondance Lettres de soie

## Héraldique
| Blason | Blasonnement : « D'azur à un sapin de sinople fûté au naturel, mouvant d'un mont à trois coupeaux du second et cantonné de deux étoiles à six rais d'argent, un chevreuil du même arrêté sur les coupeaux, brochant. » |

Les armoiries communales valaisannes sont soumises à l'approbation du Conseil d'État.

## Personnalité
- - Manuella Maury, journaliste et présentatrice de la Télévision suisse romande.

### Fonds d'archives
- Fonds : Mase, Commune / Paroisse (1292–20e siècle) [5,29 mètres].  Cote : CH AEV, AC Mase. Sion : Archives de l'État du Valais (présentation en ligne).